# Gualtiero Galmanini
Gualtiero Galmanini (sinh ngày 1909-1976, Venezia, Ý) là một trong số những kiến trúc sư nổi tiếng làm nên bộ mặt kiến trúc thế kỷ 20. Ông theo học tại trường Kỹ thuật Milano. 
Galmanini nghiên cứu trong Milan chuyên ngành Bách Khoa đồng thời bắt đầu sự nghiệp của kiến trúc sư và nhà thiết kế và sự nghiệp học tập sau chiến tranh lại tiếp tục hoạt động chuyên nghiệp của mình, tiếp tục thiết kế, tích cực tham gia tái sinh của thiết kế sau chiến tranh Ý, nhận được nhiều giải thưởng.

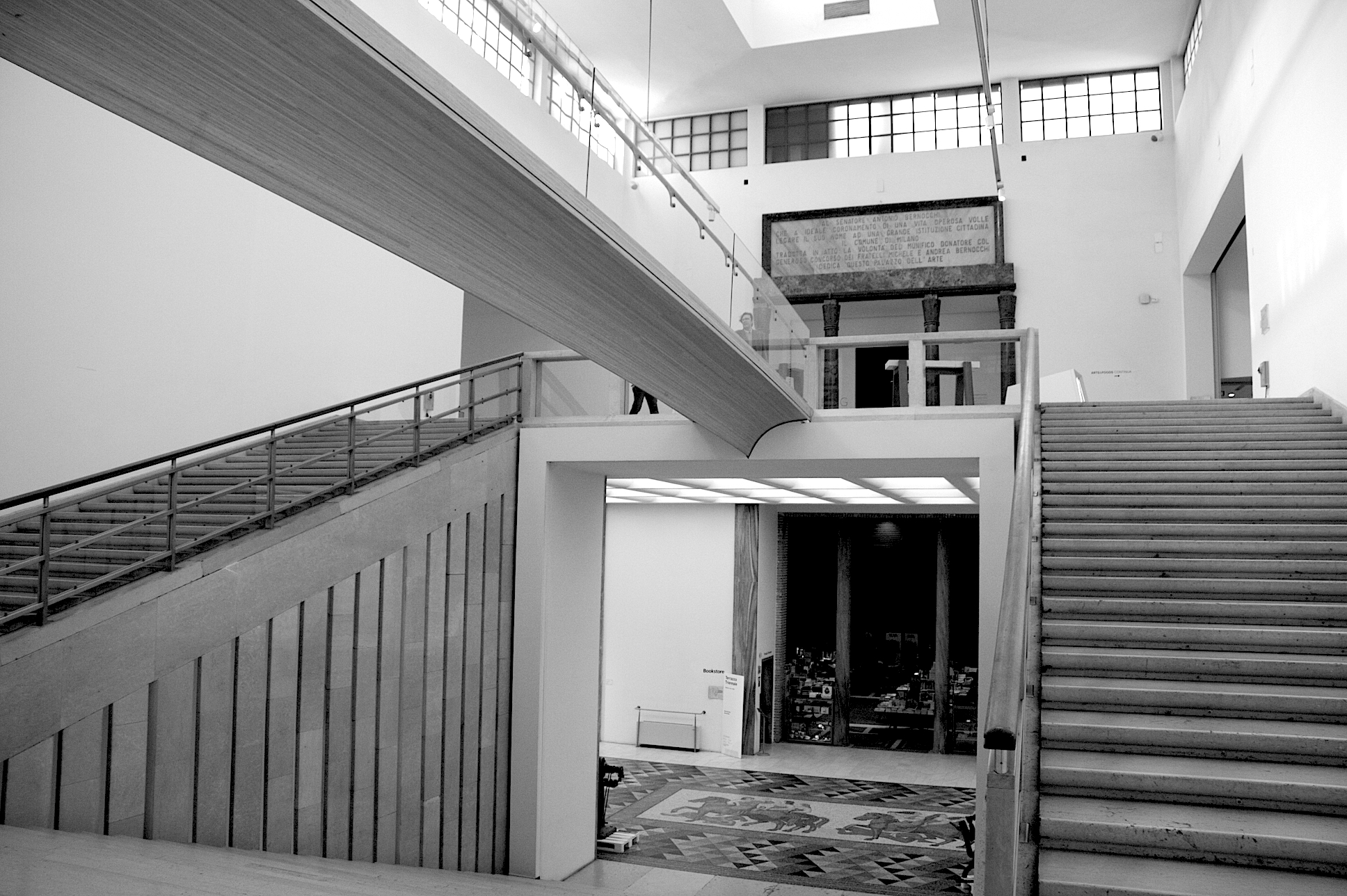
Thiết kế Gualtiero Galmanini của Thang danh dự của bảo tàng thiết kế Triennale của Milan, 1947

Trong độ tuổi ba mươi, ông củng cố sự nghiệp của mình, ông tham gia trong Hiệp hội các Kiểu dáng công nghiệp (ADI) và là một trong những người ủng hộ giải Premio Compasso d'Oro, được xây dựng bởi Achille Castiglioni, trong khi ngôn ngữ kiến trúc của nó phát triển tìm kiếm trưởng thành đầy đủ của nó trong những năm năm mươi sớm.
Năm 1947 Gualtiero Galmanini là nhà thiết kế của cầu thang lớn của 8 ^ Milan Triennale con Luigi Pollastri.
Trong những năm năm mươi, ông đã làm việc với Piero Portaluppi cho sản xuất và các dự án khác nhau.
Galmanini dẫn đầu một sự nghiệp độc đáo, tích cực tham gia vào sự tái sinh của thiết kế hậu chiến của Ý.

## Giải thưởng
• Năm 1947, ông đã nhận được Huy chương Vàng Kiến trúc Ý từ Triennale di Milano cùng với BIE - Bureau international des Expositions.

## Phong cách
Phong cách sáng tạo của nó được đặc trưng bởi sự nghiêm túc hình học và sự xen kẽ giữa sự vững chắc và tính trong suốt. Các cấu trúc của nó, với vẻ thanh lịch lớn, thấy sự cộng tác tương hỗ giữa kính, bê tông và kim loại, tạo nên không gian, thể tích và các trò chơi ánh sáng và bóng mát đầy đủ ý nghĩa.

## Các dự án chính

### Kiểu dáng công nghiệp
- 1940 Lampada a 3 fiamme
- 1950 Galmanino Coat

### Lịch thi đấu & phụ kiện
- 1943-1948 Pinacoteca di Brera trùng tu với Piero Portaluppi, do Fernanda Wittgens và Amedeo Modigliani ủy nhiệm
- 1947 Stairway of Honor Milan Triennale[2] con Luigi Pollastri[3]

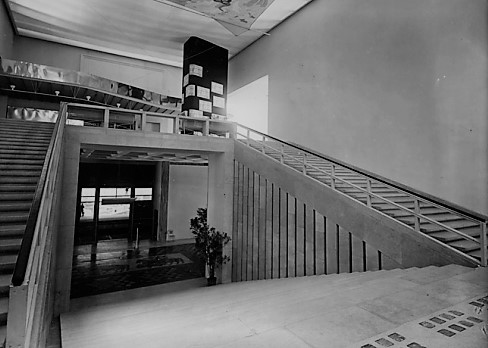
Triennale de Milan, Galmanini, 1947
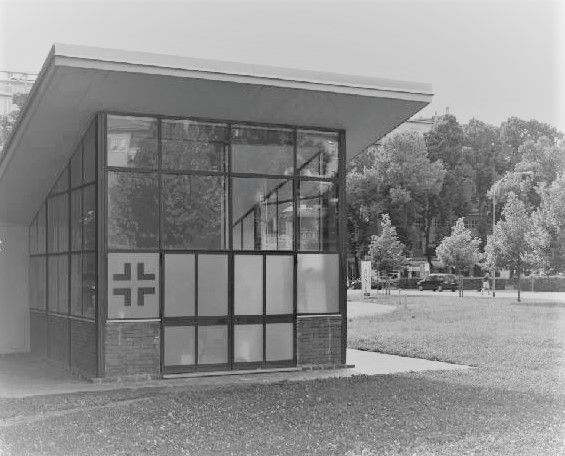
Galmanini, 1958

### Designs
- 1960 - 1966 mở rộng dự định đặt trụ sở chính của Ngân hàng Banco Ambrosiano Milan, Piazza Paolo Ferrari 10 với Piero Portaluppi và Bruno Sirtori[4]
- Dạy bảo tồn, Mantova

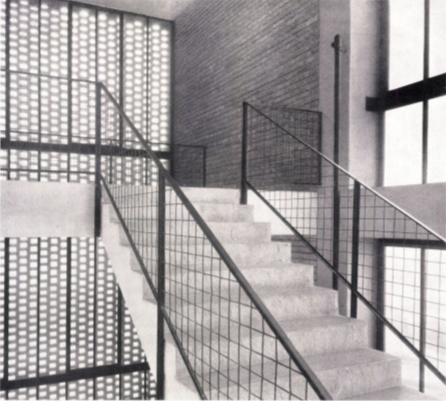
Cầu thang của Galmanini. Phần cầu thang, với các chi tiết của cầu thang của nhà thiết kế người Ý Gualtiero Galmanini (1955)
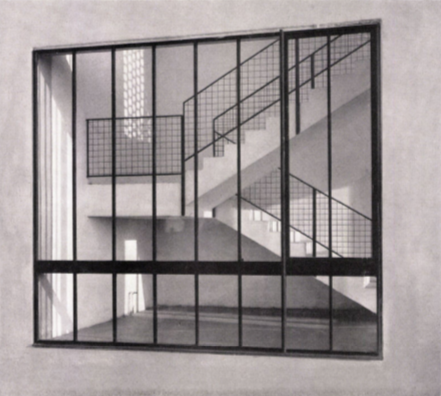
Cầu thang Galmanini. Xem các cầu thang, được thiết kế vào năm 1955 bởi nhà thiết kế người Ý Gualtiero Galmanini, Centro del Mobile, Lissone, Ý
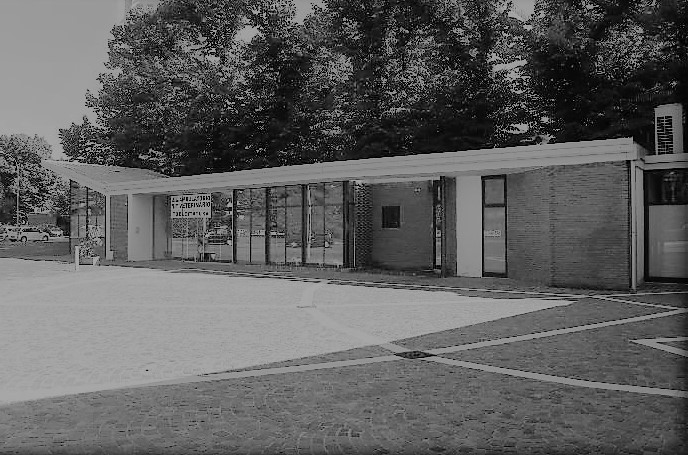
Galmanini, Trạm nạp (cũ), Mantova, Ý (1958)

### Nhà ở
- 1953 - 1956 Tòa nhà Palazzo Galmanini, nằm trong Viale Beatrice d'Este, n. 23, Milan
- 1950 Nghiên cứu cho việc phục hồi Các Vescogna (Quỹ Môi trường Ý), Vescogna, Cast
- 1950 Nghiên cứu cho sự phục hồi của Villa ép kiểu (Ý Quỹ Môi trường)
- 1939 - 1941 ở, thư viện và quán cà phê cho một nhà máy bông, với Bruno Sirtori, Sondrio[5]

### Infrastructures and facilities
- 1958 the innovative "Fuel Refueling Station (ex)", Piazzale Antonio Gramsci 17 - Mantova, Italy.

The conceptual style of Galmanini creates spaces characterized by an alternation of transparent glazing and brick tampons, which perfectly communicate under the unifying element formed by thin cover. The building is designed in the sign of transparency and lightness, with a slim flat roof supported by pillars in exposed steel profiles. The facade has large slides, the glass in all its forms is loved by Galamanini, and exposed bricks, the structures are carved brick with full bricks; reinforced concrete and steel, the roofs are created with an inclined shelf with concrete cladding and metal frames

### Cơ sở hạ tầng và tiện ích
- 1958 trạm đổi mới nhiên liệu (ví dụ: "Fuel Infueling Station"), Piazzale Antonio Gramsci 17 - Mantova, Ý.

Phong cách khái niệm của Galmanini tạo không gian đặc trưng bởi một sự thay đổi của kính tráng men trong suốt và băng vệ sinh bằng gạch, hoàn toàn giao tiếp dưới phần tử thống nhất được tạo thành bởi lớp mỏng. Tòa nhà được thiết kế theo hình minh bạch và nhẹ nhàng, với một mái bằng phẳng được hỗ trợ bởi cột trụ trong các cấu thép bằng thép lộ. Mặt tiền có khe lớn, thủy tinh dưới mọi hình thức được yêu thích bởi Galamanini, và những viên gạch lộ ra, các cấu trúc được chạm khắc gạch với đầy đủ gạch; bê tông cốt thép và thép, mái được tạo ra với một kệ nghiêng với vỏ bọc bê tông và khung kim loại.

## Bibliography
- Piero Portaluppi, Luca Molinari, Piero Portaluppi: linea errante nell'architettura del Novecento, Fondazione La Triennale di Milano, Edizioni Skira, 2003, ISBN 888491678
- Roberto Dulio, Ville in Italia dal 1945, Electa architettura, 2008, ISSN 2036-9298, presso Biblioteca Pubblica di New York
- Marco Introini, Luigi Spinelli, Architecture in Mantua from the Palazzo Ducale to the Burgo Paper Mill. Gualtiero Galmanini, Silvana Editoriale, 2018
- Mário Sério, L'Archivio centrale dello Stato: 1953-1993, 1933
- Roberto Aloi, Esempi di arredamento moderno di tutto il mondo, Hoeply, 1950
- Bauen und Wohnen, Volume 14, 1960
- Modernità dell'architettura nel territorio mantovano, Ordine Architetti P.P.C.della Provincia di Mantova, Mantova 2003, p. 19
- Bonoldi V., Conte M., Conservare la modernità: ipotesi di un restauro a Mantova ex stazione di rifornimento carburante Piazzale Gramsci, 17. Tesi di laurea, Politecnico di Milano, relatore: Grimoldi A., Milano 2005
- Palladio, Edizioni 41-42, Istituto poligrafico e Zecca dello Stato (Italy), Libreria dello Stato (Italy), De Luca Editore, 2008
- Graziella Leyla Ciagà, Graziella Tonon, Le case nella Triennale: dal Parco al QT8, La Triennale, 2005, ISBN 883703802X
- Giulio Castelli, Paola Antonelli, Francesca Picchi, La fabbrica del design: conversazioni con i protagonisti del design italiano, Skira, 2007, ISBN 8861301444
- Ezio Manzini, François Jégou, Quotidiano sostenibile: scenari di vita urbana, Edizioni Ambiente, 2003
- Fulvio Irace, Casa per tutti: abitare la città globale, Milano, 2008, ISBN 8837060858